# 謝爾羅克鎮區 (堪薩斯州格林伍德縣)
謝爾羅克鎮區（英語：Shell Rock Township）為美國堪薩斯州格林伍德縣轄下的鎮區。2010年美国人口普查中此鎮區人口有160人。

## 地理
謝爾羅克鎮區涵蓋總面積為137.9平方（53.23平方英里），其中陸地面積為137.0平方（52.90平方英里），水域面積為0.85平方（0.33平方英里）或0.62%。海拔高度335（1,099英尺）。

## 人口統計
根據2010年美國人口普查，謝爾羅克鎮區人口有160人，其中男性有88人，女性有72人，人口密度為每平方公里1.16人，住房計76戶。鎮區內的白人有154人，非裔美國人有2人，美洲原住民有1人，亞裔美國人有2人，太平洋島裔美國人有0人，其他種族有0人，混血種族則有1人。此外鎮區內有6人為西班牙裔或拉丁裔美國人。此鎮區之年齡中位數為41.0歲，而男性年齡中位數為43.0歲，女性年齡中位數為40.5歲。

## 交通

### 主要公路
- 58號堪薩斯州州道